# Triin Aljand
Triin Aljand (* 8. Juli 1985 in Tallinn) ist eine estnische Schwimmerin. Ihre Hauptstrecken sind die kurzen Schmetterlings- und Freistilstrecken.

## Werdegang
Aljand, die zu Beginn ihrer Karriere von ihrem Vater Riho trainiert wurde, gab ihr internationales Debüt gemeinsam mit ihrer Zwillingsschwester Berit bei den Junioreneuropameisterschaften 2001. Dort schied sie sowohl über 50 m Freistil als auch 50 m Schmetterling im Halbfinale aus. Im gleichen Jahr startete sie bei den Kurzbahneuropameisterschaften in Antwerpen über 50 m Schmetterling erstmals bei den Senioren, schied dort jedoch gleich im Vorlauf aus. Bei den Weltmeisterschaften 2003 in Barcelona gelang es ihr über die 50 m Schmetterling, sich erstmals bei internationalen Meisterschaften für die Halbfinalläufe zu qualifizieren. Wo sie sich jedoch mit dem 16. Platz zufriedengeben musste. Auch bei den Kurzbahneuropameisterschaften 2003 in Dublin schied sie über diese Strecke mit der elftbesten Zeit im Halbfinale aus. Gemeinsam mit ihrer Zwillingsschwester erreichte sie den Finallauf mit der Lagenstaffel. Das estnische Quartett musste sich jedoch dort mit dem letzten Platz begnügen. Bei den Olympischen Spielen 2004 in Athen ging sie über die 50 m Freistil an den Start, schied aber als 26. schon in den Vorläufen aus. Aljand, deren jüngerer Bruder Martti ebenfalls Schwimmer ist, ging bei den Kurzbahneuropameisterschaften 2004 in Wien sowohl über 50 m Freistil und 50 m Rücken als auch über 100 m Lagen an den Start. Scheiterte mit den Plätzen elf, 13 und zehn jeweils knapp im Halbfinale. Mit neuem estnischen Rekord von 27,31 s qualifiziert sie sich auch bei den Weltmeisterschaften 2005 in Montréal über die 50 m Schmetterling für die Halbfinalläufe. Wo sie jedoch wiederum nur den 15. Platz belegen konnte. In diesem Jahr wechselte sie in die USA an die Texas A&M University, für deren Schwimmteam sie seitdem an den Start geht. In den darauf folgenden Jahren konnte Aljand ihre Leistungen nicht steigern und schied bei internationalen Meisterschaften meist schon in den Vorläufen aus. Wie schon 2004 qualifizierte sie sich auch 2008 für die Olympischen Spiele in Peking. Verpasste auch dort über 50 m bzw. 100 m Freistil und 100 m Schmetterling die Qualifikation für die Halbfinalläufe. Erst bei den Kurzbahneuropameisterschaften 2008 in Rijeka gelang ihr der internationale Durchbruch. Im Wettbewerb über 50 m Freistil qualifizierte sich für den Finallauf und belegte den siebenten Platz. Über ihre Paradestrecke, den 50 m Schmetterling, gelang ihr mit der drittbesten Halbfinalzeit ebenfalls der Finaleinzug. Sie verpasste dort ihre erste internationale Medaille um zwei Hundertstel Sekunden. Auf beiden Strecken gelang es ihr die estnischen Rekorde zu verbessern, wobei sie über 50 m Schmetterling den estnischen Rekord sowohl im Vorlauf als auch im Halbfinale und später auch nochmals im Finale verbesserte. Diese guten Leistungen konnte sie auch bei den Kurzbahneuropameisterschaften 2009 in Istanbul wiederholen und erreichte jeweils mit neuem estnischen Rekord die Plätze fünf und sechs über 50 m Freistil bzw. 50 m Schmetterling. Auch auf der 50-Meter-Bahn gelang es ihr, sich in die europäische Spitze vorzuschwimmen. So erreichte sie die Finalläufe über 50 m Freistil und 50 m Schmetterling bei den Schwimmeuropameisterschaften 2010 in Budapest. Wo sie die Plätze sieben und fünf belegte. Bei den Kurzbahneuropameisterschaften 2010 in Eindhoven erschwamm sie sich ihre erste internationale Medaille. Über 50 m Schmetterling gewann Aljand hinter den Niederländerinnen Inge Dekker und Hinkelien Schreuder die Bronzemedaille. Über 100 m Schmetterling wurde sie Sechste. Zwei Wochen später belegte sie bei den Kurzbahnweltmeisterschaften 2010 in Dubai den sechsten Platz über 50 Meter Schmetterling und den fünften Platz über 50 Meter Freistil. Auf der 50 Meter-Bahn erreichte sie bei den Schwimmweltmeisterschaften 2011 in Shanghai die Halbfinalläufe über 50 Meter Freistil und 50 Meter Schmetterling, wo sie Plätze 16. und zwölf belegte. In Szczecin gewann Aljand bei den Kurzbahneuropameisterschaften 2011 die Silbermedaille über 50 Meter Schmetterling hinter Jeanette Ottesen, die mit 24,92 s einen neuen Meisterschaftsrekord aufstellte. Über 50 Meter Freistil sicherte sie sich hinter Britta Steffen und Jeanette Ottesen ihre zweite Medaille. Bei den Schwimmeuropameisterschaften 2012 in Debrecen gewann Aljand erstmals eine internationale Medaille auf der 50-Meter-Bahn. Über 50 Meter Schmetterling wurde sie hinter Sarah Sjöström Zweite. Sie verbesserte dabei den estnischen Rekord auf 25,92 Sekunden. Auch über 50 Meter Freistil erreichte sie den Finallauf. Trotz estnischem Rekord von 25,01 Sekunden verpasste sie als Vierte knapp eine weitere Medaille.

## Rekorde
Triin Aljands Bestleistungen auf der 25-Meter-Bahn
| Strecke             | Zeit  | Datum             | Ort      | Anmerkung         |
| ------------------- | ----- | ----------------- | -------- | ----------------- |
| 50 m Freistil       | 23,92 | 13. Dezember 2009 | Istanbul | estnischer Rekord |
| 50 m Schmetterling  | 25,44 | 11. Dezember 2009 | Istanbul | estnischer Rekord |
| 100 m Schmetterling | 58,13 | 13. Dezember 2008 | Rijeka   | estnischer Rekord |
| 50 m Rücken         | 28,20 | 10. Dezember 2005 | Trieste  | estnischer Rekord |

Triin Aljands Bestleistungen auf der 50-Meter-Bahn
| Strecke             | Zeit  | Datum         | Ort      | Anmerkung         |
| ------------------- | ----- | ------------- | -------- | ----------------- |
| 50 m Freistil       | 25,01 | 27. Mai 2012  | Debrecen | estnischer Rekord |
| 50 m Schmetterling  | 25,92 | 22. Mai 2012  | Debrecen | estnischer Rekord |
| 100 m Schmetterling | 59,00 | 26. Juli 2009 | Rom      | estnischer Rekord |
| 50 m Rücken         | 29,45 | 14. Juni 2007 | Austin   | estnischer Rekord |